# Laboratório de Políticas de Comunicação
O Laboratório de Políticas de Comunicação (LapCom) integra a linha de pesquisa em políticas de comunicação da pós-graduação da Faculdade de Comunicação da Universidade de Brasília.

## Origem
Inicialmente, a criação do LapCom foi pensada na década de 1990, como parte do projeto de pesquisa fomentado pelo Conselho Nacional de Desenvolvimento Científico e Tecnológico (CNPq). O projeto coordenado pelo Prof. Murilo César Ramos possuía o objetivo de acompanhar a elaboração da Lei Orgânica do Distrito Federal para produzir um capítulo sobre comunicação para a futura constituição do Distrito Federal.

## Atividade
O LapCom funcionou de 1991 a 1994 com uma equipe de pesquisa formado pelos, na época, mestrandos Ana Lúcia Novelli e Perci Coelho de Souza, além de estudantes de iniciação científica. Além de textos e discussões, o LapCom participou do debate e elaboração da legislação federal de comunicação, como a Lei de TV a Cabo (Lei nº 8977/95).
Com o final do projeto de pesquisa, término de dissertações e afastamento do Prof. Murilo para seu pós-doutorado; o LapCom se dissolveu. Em 1999, o laboratório foi retomado e, desde então, houve a criação da linha de pesquisa em Comunicação e Política da pós-graduação da faculdade, além de parcerias que consolidaram o Grupo Interdisciplinar de Políticas, Direito, Economia e Tecnologia das Comunicações (GCOM).